# علي السبزواري
آية الله السيد علي الموسوي السبزواري (بالفارسية: على موسوى سبزوارى) (تولد 1948) عالم شيعي عراقي، وابن آية الله العظمى السيد عبد الأعلى السبزواري. 
يعد السبزواري من اساتذة البحث الخارج ويلقي درسه في مسجد السبزواري في النجف وممثل لمرجعية والده الراحل.

## النشأة والتعليم
والد السبزواري هو السيد عبد الأعلى السبزواري، وأمه العلوية كريمة السيد محمد جواد المدرسي. وهو الابن الثاني من بين ثلاثة أبناء، وينحدر من أسرة دينية معتبرة. يصل نسب أسرته إلى موسى بن جعفر الكاظم، الإمام السابع عند الشيعة.

### تعليمه
بدأ دراسته الدينية في سن مبكرة، وقد أكمل دراسته وبلغ درجة رتبة الاجتهاد في السبعينيات. اعتبرت دروس السطوح العالية التي يعطيها لطلابه من الدروس االأكثر أهمية في النجف في مرحلة التسعينيات.

## المؤلفات
للسبزواري كتب في الفقه وأصول الفقه. مثل:
- كيف نقرأ القرآن
- بحث في المنظومة الروائية الشيعية.

## الروابط الخارجية
- مكتبة كتب السبزواري لشبكة الفكر الإلكتروني للكتاب (بالعربية)